# Почётные граждане (сословие)
Почётные граждане — одно из «состояний» городского сословия в Российской империи, особая привилегированная прослойка городских обывателей.

## Термин
Общеимперское почётное гражданство не следует путать с почётным гражданством городов России. Последнее, хотя и не регулировалось законодательно, было весьма широко распространено. Звание почётного гражданина города присваивалось по ходатайству городской думы и символизировало «исключительную форму выражения признательности и благодарности (…) общества за деятельность на пользу города, а также дань уважения к людям, имеющим особые заслуги перед Отечеством».
Города нередко предоставляли это звание различным лицам, известным своими заслугами, но как почётный титул он не был сопряжён ни с какими обязанностями и не имел отношения к данному сословию.

## История
Историческим предшественником почётного гражданства являлось сословие именитых граждан, выделенное Екатериной II в Жалованной грамоте 1785 года из состава городских обывателей. Они были освобождены от телесного наказания; им разрешалось иметь сады, загородные дворы, ездить в карете парой и четвёркой, не запрещалось заводить и содержать фабрики, заводы, морские и речные суда.
1 января 1807 года Высочайшим манифестом звание именитых граждан было для купечества отменено и сохранено лишь для учёных и художников. Но вследствие того, что принадлежность к купечеству обусловливалась только записью в гильдии, даже самое почтенное купеческое семейство, которое почему-либо оказывалось не в состоянии объявить капитал (то есть не было причислено к той или иной гильдии), немедленно переводилось в класс мещан или сельских обывателей, а вместе с тем подлежало и рекрутской повинности, и подушному окладу, и телесному наказанию.
Такой порядок вещей побудил министра финансов Е. Ф. Канкрина ещё в 1827 году войти с предложением об установлении особого почётного гражданства, что и было осуществлено манифестом 10 апреля 1832 года.
По месту в сословной структуре Российской империи почетные граждане представляли собой своеобразную «прослойку» между низшими, непривилегированными сословиями и дворянством. Сословие почётных граждан было достаточно демократичным по своему составу: состоя из групп населения, весьма заметно отличающиеся по социальному положению, оно не имело своей корпоративной организации — такой, как дворянские собрания или купеческие гильдии. Различные категории почетных граждан, несмотря на свой юридический статус, сохраняли свои сословные права: купцы — купеческое звание и соответствующий капитал, сыновья личных дворян — возможность поступать на гражданскую и военную службу наряду с потомственными дворянами; потомки белого духовенства — право на поступление в духовные семинарии. Однако уже в пореформенный период вследствие демократизации общества права и привилегии почётных граждан резко сужаются.
Звание Почётный гражданин было упразднено декретом ВЦИК и СНК от 11 ноября 1917 года «Об уничтожении сословий и гражданских чинов».

## Правовое положение
Почётное гражданство было двух родов:
- личное, распространявшееся только на данное лицо и его жену;
- потомственное, принадлежавшее всем нисходящим членам семьи.

### Приобретение
И личное, и потомственное приобреталось трояким способом.

#### По праву рождения или усыновления
Некоторые разряды лиц по рождению:
- потомственное:
  - дети личных дворян с 11 июня 1845 года получали потомственное почётное гражданство автоматически;
  - дети православных священников и диаконов также получали потомственное гражданство автоматически, если были рождены после рукоположения их отцов в священный сан. С 1860 года почётное гражданство получали все дети и внуки православных священнослужителей;
  - дети православных церковнослужителей, если последние окончили полный курс в академии или с отличием в семинарии;
  - дети лютеранских и реформатских проповедников;
  - с 1847 года — бессарабские бояринаши и их потомки.
- личное:
  - дети церковнослужителей, не подходящих под вышеуказанные условия;
  - дети чинов высшего мусульманского закавказского духовенства;
  - с 12 марта 1891 года лица, усыновлённые дворянами и потомственными почётными гражданами.

#### Просьба о причислении
Некоторые лица пользовались правом ходатайствовать о причислении к почётному гражданству:
- потомственное:
  - коммерц- и мануфактур-советники, их вдовы и дети;
  - купцы, состоявшие в течение 20 лет в первой гильдии или получившие вне порядка службы чин или орден;
  - лица, получившие в одном из русских университетов учёные степени доктора или магистра;
  - с 1839 года артисты Императорских театров и художники — по стажу.
- Право просить о личном почётном гражданстве приобреталось по образованию:
  - лицами, получившими аттестат об успешном окончании полного курса обучения в русских университетах или аттестат на звание действительного студента либо на степень кандидата;
  - воспитанниками коммерческих училищ.

Ходатайствовать о почётном гражданстве могли также: евреи (по Указу Императора), с 1850 года — «учёные евреи при губернаторах»; с 1849 года — врачи, фармацевты, учёные-агрономы, инженер-технологи, ветеринары.

#### Причисление по службе или по особым представлениям
К личному почётному гражданству причислялись лица, получившие на службе чин XIV класса и все высшие до девятого или же девятый (или обер-офицерский) класс при отставке.
Почётное гражданство могло быть приобретено по особым представлениям соответствующих министров. Награждение званием личного почётного гражданина могло быть испрашиваемо лицам всех сословий за оказанную ими на общественных поприщах полезную деятельность, продолжавшуюся не менее 10 лет; звание же потомственного почётного гражданина могло испрашиваться лицам, состоявшим не менее 10 лет на тех же поприщах в звании личного почётного гражданина.

### Права
Лица, которым почётное гражданство было присвоено в силу рождения, пользовались правами и преимуществами этого звания без особенного на то утверждения; если же они желали получить грамоту на почётное гражданство, то должны были просить о том департамент герольдии Правительствующего Сената. Сюда же подавались ходатайства о причислении к почётному гражданству, личному или потомственному. Сенат выдавал на потомственное почётное гражданство грамоты, на личное — свидетельства.
Особые права и преимущества почётного гражданина заключались в свободе от рекрутской повинности, от подушного оклада, от телесного наказания, в праве именоваться во всех актах почётным гражданством, а также участвовать в выборах по недвижимой в городе собственности и быть избираемыми в городские общественные должности.
До 1880 года сама принадлежность к почётному гражданству, личному или потомственному, не давала права поступления на государственную службу, между тем как сыновья личных дворян, священнослужителей, коммерц-советников пользовались этим правом по своему происхождению.

### Утрата
Закон различал потерю прав почётного гражданства (вследствие судебных приговоров) и ограничение их: последнее наступало, например, при вступлении почётного гражданина в услужение для домашних работ или при объявлении почётного гражданина несостоятельным должником.

## Численность
В 1840 году в стране насчитывалось 4800 почётных граждан, что составляло лишь 0,1 % городского населения страны. К 1897 году их число (вместе с членами семей) возросло до 342 900 человек (по всей в России, включая Царство Польское, но без Финляндии), однако доля в общей массе населения Империи оставалась небольшой — 0,3 %. Статистика 1910—1912 годов даёт численность почётных граждан, с членами семей, 372 400 человек (0,5 % населения), из них потомственных — 197 300 человек.
Например, в 1858 году в Омске проживало 1489 почётных граждан обоего пола, как личных и потомственных, что составляло 6 % населения.

### Исторические источники
С 1847 года потомственные граждане и личные дворяне записывались в 5-ю часть городской обывательской книги и публиковались в «Санкт-Петербургских Сенатских ведомостях». В год это звание получали более 2 тысяч человек. Например, в 1858 году было 21,4 тысяч почётных граждан. Документы о почётных гражданах хранятся в Российском государственном историческом архиве (РГИА).